# Sächsische Landesstelle für Museumswesen
Die Sächsische Landesstelle für Museumswesen mit Sitz in Chemnitz ist eine Fachberatungsstelle, die insbesondere für die kleinen und mittleren Museen in Sachsen als Ansprechpartner in fachlichen Fragen dient und sie bei ihrer Arbeit unterstützt.
Zu ihren Aufgaben gehört die Unterstützung der circa 300 nichtstaatlichen Museen in Sachsen in Fragen der Museumsdokumentation, des Objektschutzes aber auch bei Anträgen oder indem sie mit einer Datenbank auf die Museen und Museumsobjekte in den nichtstaatlichen Museen Sachsens hinweist. In diesem Zusammenhang beteiligt sich die Sächsische Landesstelle für Museumswesen auch am BAM-Portal und anderen Projekten. Sie ist eine Institution der Staatlichen Kunstsammlungen Dresden.
Seit 2005 ist Katja Margarethe Mieth Direktorin der Sächsischen Landesstelle für Museumswesen.